# Orientations of Proteins in Membranes database
Orientations of Proteins in Membranes (OPM) databaseは、脂質二重膜に対する膜タンパク質構造の空間的位置を提供する。タンパク質の位置は脂質二重膜の陰溶媒和モデルを使って計算される。計算の結果は膜中の膜貫通タンパク質および表在性膜タンパク質の空間的配置の実験的な研究に対して検証された。
タンパク質構造は蛋白質構造データバンクから取られる。OPMは膜会合型タンパク質のファミリーおよびスーパーファミリーへの構造的部類、膜トポロジー、膜結合状態におけるタンパク質の四次構造、ならびにそれぞれのタンパク質の輸送先の膜の種類も提供する。計算された膜境界をダミー原子として含む座標ファイルがダウンロード可能である。ウェブサイトではJmolを使って膜境界平面付きのタンパク質構造の可視化ができる。
本データベースは膜結合タンパク質の実験的ならびに理論的研究において広く使われた。しかしながら、膜結合タンパク質の膜中での空間的配置が3次元構造から計算的に予測できない場合、それらの多くのタンパク質の構造はデータベースに含まれていない。実験から得られた構造がタンパク質の全ての膜アンカーリング部位（両親媒性αヘリックス、露出した非極性残基、あるいは脂質が結合したアミノ酸残基）を欠いている時にこれがあてはまる。また、本データベースは蛋白質構造データバンクによって主鎖原子のぎあ提供されている低解像度構造も含まない。脂質二重膜中における低解像度タンパク質構造の計算された空間的配置はPDBTMといったその他の情報源で見ることができる。